# Assyriska belägringen av Jerusalem
Den assyriska belägringen av Jerusalem skall ha ägt rum kring 701 f.Kr. som del av Sanheribs kampanj i Levanten då Sanherib beslutade sig för att kuva kungadömet Juda som slutat betala tribut till det assyriska riket. Jerusalem belägrades men intogs aldrig och båda sidorna påstod sig ha segrat under belägringen. På Sanheribsprisman berättas att Jerusalem utsattes för en längre belägring men till skillnad från de andra städerna som listas på prisman står inget om att staden intagits.

## Bakgrund
721 f.Kr. hade den assyriska armén erövrat kungadömet Israel och dess huvudstad Samaria vilket lämnade Juda som det enda kvarvarande judiska riket i Levanten. Stor del av Israels befolkning hade förts bort av assyrierna och Juda som officiellt var deras vasallkungadöme började nu erövra land som tidigare tillhört Israel och de erbjöd sitt skydd till de israeler som klarat sig från fångenskap. Mot slutet av kung Achas tid på tronen hade Juda rike lyckats bli en politiskt och ekonomiskt stark nation och de ansågs vara det mäktigaste landet mellan Egypten och det assyriska imperiet. När Hiskia efterträdde sin far som kung av Juda ville han göra slut på rikets situation som lydstat och han bildade en allians med det kushitiska Egypten och flera feniciska och filisteiska stadsstater. Han rensade sedan Juda på statyer av assyriska gudar och återtog några städer i Negevöknen som tillfallit filisteiska stammar. Han vägrade sedan betala den årliga tributen till Assyrien och kriget var ett faktum.
Kung Sanherib hade just erövrat Babylon när han fick reda på att nästan hela Levanten förklarat sig självständigt från hans rike. Då hans armé redan var i full krigsberedskap skyndade han sig västerut och han började anfalla feniciska och filisteiska städer. Den assyriska arméns frammarsch var snabb och brutal och en stor del av Hiskias allians kapitulerade utan motstånd. Egypterna skickade sin utlovade hjälp men deras armé besegrades vid Ekron som erövrades. Kvar var nu Juda rike och Sanherib drog igenom det tills delar av hans armé nådde huvudstaden Jerusalem (Sanherib själv verkar ha stannat i Lachisch för att avsluta belägringen där).

## Den judiska berättelsen
Den judiska berättelsen om belägringen återges i Jesaja, krönikeböckerna och Andra Kungaboken av det gamla testamentet och Toran. Där berättas att kung Hiskia började förbereda Jerusalem för belägring så snart han fick reda på att Sanherib anfallit hans allierade. Alla brunnar utanför staden blockerades och en 533 meter lång tunnel grävdes till Gihonkällan så att staden kunde få färskvatten. Jerusalems murar bättrades på och nya torn byggdes, även en extra stadsmur uppfördes runt staden. Hiskia samlade även Jerusalems befolkning i stadens centrum och påminde dem om att den assyriska armén endast hade "armar av kött" medan Jerusalem var beskyddat av gud själv.
Enligt andra kungaboken kap 18 belägrade Sanherib Lachisch när han fick en tribut på 3 000 kilo silver och 300 kilo guld med ett meddelande där Hiskia bad honom överge sin kampanj mot Juda. Tributen var så stor att både templet i Jerusalem och den kungliga skattkammaren hade tömts. Guld hade till och med tagits från dörrstolparna till templet. Sanherib godtog tributen men marscherade sedan ändå mot Jerusalem och belägrade staden då han ville ha rikets fullständiga underkastelse. När armén nådde fram skickade Sanherib sin befälhavare Rabshakeh med ett budskap till staden. Rabshakeh ropade till dem som bemannade stadsmurarna att Hiskia hade lurat dem och att deras gud aldrig skulle rädda staden från assyrierna. Han rabblade sedan upp gudarna i de städer som redan erövrats och frågade sedan "Vem av alla dessa gudar har lyckats rädda sin stad från oss?"
Belägringen fortsatte och Hiskia började gå klädd i sorgedräkt. När profeten Jesaja såg detta försäkrade han kungen om att gud skulle rädda Jerusalem från assyrierna. Den natten skall en ängel ha nedstigit från himlen och dräpt 185 000 assyriska soldater och Sanherib tvingades dra sig tillbaka med spillrorna av sin armé. Gud hade därmed segrat och Juda rike var återigen säkert från assyrisk aggression.

## De assyriska källorna
Sanheribs prisma är skrifter som berättar om Sanheribs invasion av Levanten. Skrifterna tros vara från 690 f.Kr. och listar 46 städer som erövrats av Sanherib under kampanjen. De berättar sedan att den assyriska armén fångade Hiskia i Jerusalem likt "en fågel i en bur" och berättar hur blotta åsynen av den assyriska arméns fruktansvärda prakt satte en arabisk armé i flykt när de kom för att undsätta Jerusalem. Sanherib mottog under belägringen en stor tribut från Hiskia bestående av silver, guld, juveler, elfenbensmöbler, Hiskias döttrar och hans harem. Därefter beslutade han sig för att bryta belägringen och bege sig tillbaka till Assyrien. Det nämns inte exakt hur stor tributen var och det står inte heller något om stora assyriska förluster under belägringen.
Om de assyriska källorna är sanna verkar armén klarat sig genom belägringen i stort sett oskadd. Juda rike gavs till vasallkungarna i Ekron, Gaza och Ashdod men själva Jerusalem förblev under Hiskia. Redan 699–697 f.Kr. var Sanherib i farten igen och han genomförde då kampanjer mot medierna som levde i Zagrosbergen. Från 699–695 f.Kr. utförde han även kampanjer mot Anatolien där flera vasallkungar gjort uppror mot Assyrien. Kring 690 f.Kr. utförde han en kampanj, denna gång mot araberna, och han erövrade Dumat al-Jandal där han tillfångatog deras drottning. Hans armé bör därmed inte ha lidit alltför stora förluster under kampanjen i Levanten

## Andra teorier
Herodotos (484–425 f.Kr.) skrev att den assyriska armén tänkt bege sig in i Egypten efter att de erövrat Jerusalem men att de under belägringen överväldigades av möss. Vissa bibelforskare menar att detta pekar på att den assyriska armén drabbades av någon form av sjukdom som spreds med möss eller råttor medan de belägrade Jerusalem. Bibelforskaren John Bright skrev att även om delen om möss sannolikt är påhittad är det troligt att den assyriska armén drabbades av någon form av epidemi innan de kunde inta staden och att de därmed tvingades dra sig tillbaka. Historikern Willian H. McNeill utvecklade denna teori vidare med att det sannolikt var en vattenburen sjukdom, till exempel kolera, som gjorde slut på den assyriska armén. Då alla källor utanför staden blockerats fanns det inga säkra vattenkällor där assyrierna kunde hämta sitt vatten.
Henry T. Aubin lägger i boken The Rescue of Jerusalem: The Alliance Between Hebrews and Africans in 701 B.C. istället fram en alternativ teori. Enligt Aubin skulle det vara den egyptisk-kushitiska armén som till slut lyckades driva iväg assyrierna från Jerusalem.

## Efterspel
Willian H. McNeill spekulerar i sin bok What If? om hur det assyriska tillbakadragandet från Jerusalem stärkte den judiska tron på gud. Under perioden var det inte ovanligt för erövrade folkslag att anamma erövrarnas gudar och om den assyriska armén föll offer för en sjukdom skulle detta kunna ses som bevis på att gud verkligen skyddat Jerusalem. McNeill spekulerar vidare i att om Jerusalem fallit till Assyrien vid denna tidpunkt hade det inneburit slutet för judendomen och de Abrahamitiska religionerna skulle aldrig ha uppstått.
Belägringen av Jerusalem kom annars att spela liten roll i det stora perspektivet. Juda återgick till att vara en assyrisk lydstat och även om Hiskia förblev Jerusalems konung var riket i sig under Assyrisk dominans. Sanheribs kampanjer fortsatte mot andra områden och det assyriska imperiet förblev den dominerande makten i Mellanöstern fram till dess fall 609 f.Kr.